# Vráž (kraj środkowoczeski)
Vráž – gmina w Czechach, w powiecie Beroun, w kraju środkowoczeskim. Według danych z dnia 1 stycznia 2013 liczyła 1 064 mieszkańców.